# アダ (セルビア)
アダ（Ада / Ada）は、セルビア北部ヴォイヴォディナ自治州北バナト郡の基礎自治体（市町村）である。市の多数民族はハンガリー系のマジャル人だが、マジャル語でも町の名前は同じアダ（Ada）である。
ティサ川のほとりにあり、歴史的にはバチュカ地方の一部であるが、北バナト郡に属している。
市域の人口は1万8972人（2002年）。市内にはいくつかの集落があり、うち最大のもの（人口1万0546人）の名もアダである。

## 住民
- マジャル人 - 76.64%
- セルビア人 = 17.50%
- ロマ - 1.45%
- ユーゴスラヴィア人 - 1.44%
- その他